# SBB C 5/6
Die C 5/6 mit dem Übernamen «Elefant» war die grösste Dampflokomotive der Schweizerischen Bundesbahnen (SBB) und neben der Schnellzuglokomotive A 3/5 wohl die bekannteste.

## Geschichte
Die C 5/6 wurde von der SBB als Normalbauart für den Güterzugdienst auf Gebirgsbahnen, namentlich der Gotthardbahn und deren Zulaufstrecken, gebaut. Sie wurde in vier Lieferlosen von der Schweizerischen Lokomotiv- und Maschinenfabrik (SLM) in Winterthur gebaut. Das erste Los bestand aus den 1913 gebauten drei Maschinen 2951 bis 2953 und den beiden Lokomotiven 2901 und 2902, die abweichend von den restlichen Maschinen als Heissdampflokomotiven ohne Verbundwirkung gebaut wurden. In den Jahren 1914 und 1915 folgte zehn Lokomotiven mit den Nummern 2954–2963, im Jahr 1916 zwölf Lokomotiven mit den Nummern 2964–2975 und letztlich 1917 noch drei Lokomotiven mit den Nummern 2976–2978.
Die Baureihe umfasste somit 28 Vierzylinder-Heissdampf-Verbundlokomotiven und die beiden Heissdampflokomotiven ohne Verbundwirkung. Letztere bewährten sich aufgrund des hohen Betriebsstoffverbrauchs nicht, sodass die 2902 im Jahre 1920 und die 2901 im Jahre 1922 ebenfalls zu Verbundlokomotiven umgebaut wurden. Der Umbau erzielte nicht das gewünschte Ergebnis, denn die Lokomotiven blieben unwirtschaftlich und hatten eine kleinere Leistung als die restlichen Lokomotiven der Serie, weshalb sie bereits 1933 ausrangiert wurden, die restlichen Lokomotiven schieden in den Jahren 1954 bis 1968 aus dem Betrieb aus.
Die Nr. 2976 erhielt 1953 eine Ölfeuerung. Diese bewährte sich im täglichen Betrieb sehr gut und war ökonomischer im Verbrauch als die mit Kohle befeuerten Maschinen. Weitere Loks wurden dennoch nicht umgerüstet, da der Fokus der SBB bereits seit den 1920er Jahren auf der Elektrotraktion lag. Der «Elefant» C 5/6 2976 wurde Ende 1962 abgestellt und wurde 1965 verschrottet.

## Betrieb
Nach Ablieferung wurden die Lokomotiven hauptsächlich am Gotthard eingesetzt. Mit der Elektrifizierung der Gotthardbahn in den 1920er-Jahren wurden die C 5/6 ins Flachland verdrängt. Einige Lokomotiven wurden für den schweren Rangiereinsatz in den Bahnhöfen Basel und Chiasso eingesetzt, andere bedienten die erst 1960 elektrifizierte Strecke Cadenazzo–Luino.
Während des Zweiten Weltkrieges vermieteten die SBB sechzehn C 5/6 an die Deutsche Reichsbahn. Sie wurden vorwiegend in Baden, Württemberg, Elsass und Bayern eingesetzt. Nach dem Krieg wurden einige nach Frankreich vermietet. In beiden Fällen hatten die ausländischen Bahnen nicht genügend eigene Lokomotiven, um für die Schweiz bestimmte Güter zu befördern, weswegen die SBB Dampflokomotiven zur Verfügung stellten.

## Technik
Die Gotthardlokomotive C 5/6 war als Vierzylinder-Heissdampf-Verbundlokomotiven für den Einsatz auf der Gotthardbahn ausgelegt. Sie glich im Aufbau stark den ebenfalls von der SLM gebauten C 4/5, wies aber eine Kuppelachse mehr auf. Sie konnte 300 t schwere Güterzüge mit 25 km/h auf einer Steigung von 25 ‰ befördern, für die Schnellzüge war eine Normlast von 220 t festgelegt. Im Flachland konnten 1200 t schwere Güterzüge angehängt werden. Die C 5/6 war somit weitaus leistungsfähiger als ihre Vorgängerinnen, die C 4/5, sodass sie den Übernamen «Elefant» bekam.

## Erhaltene Maschinen

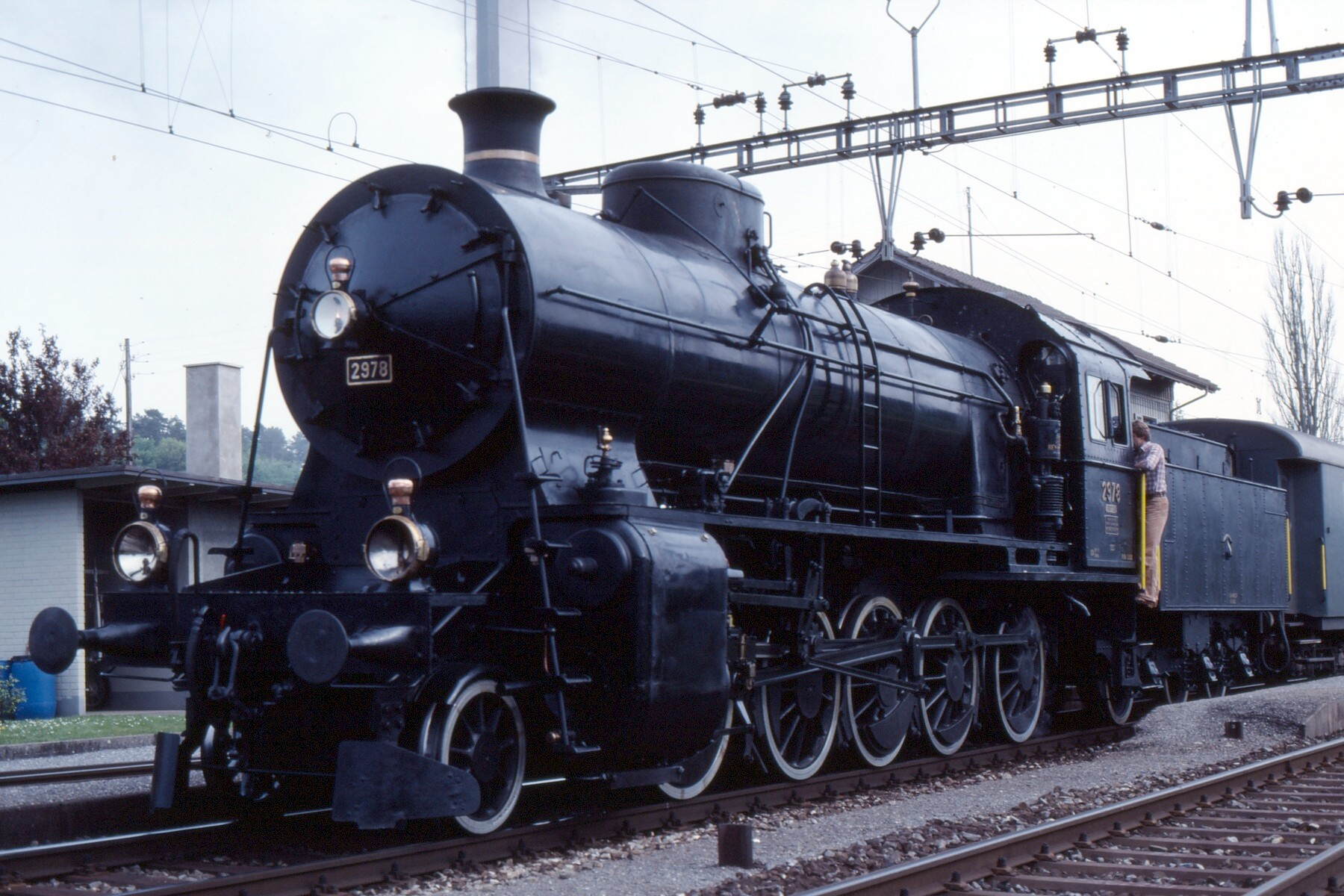
SBB C 5/6 in Thalheim-Altikon, 1983

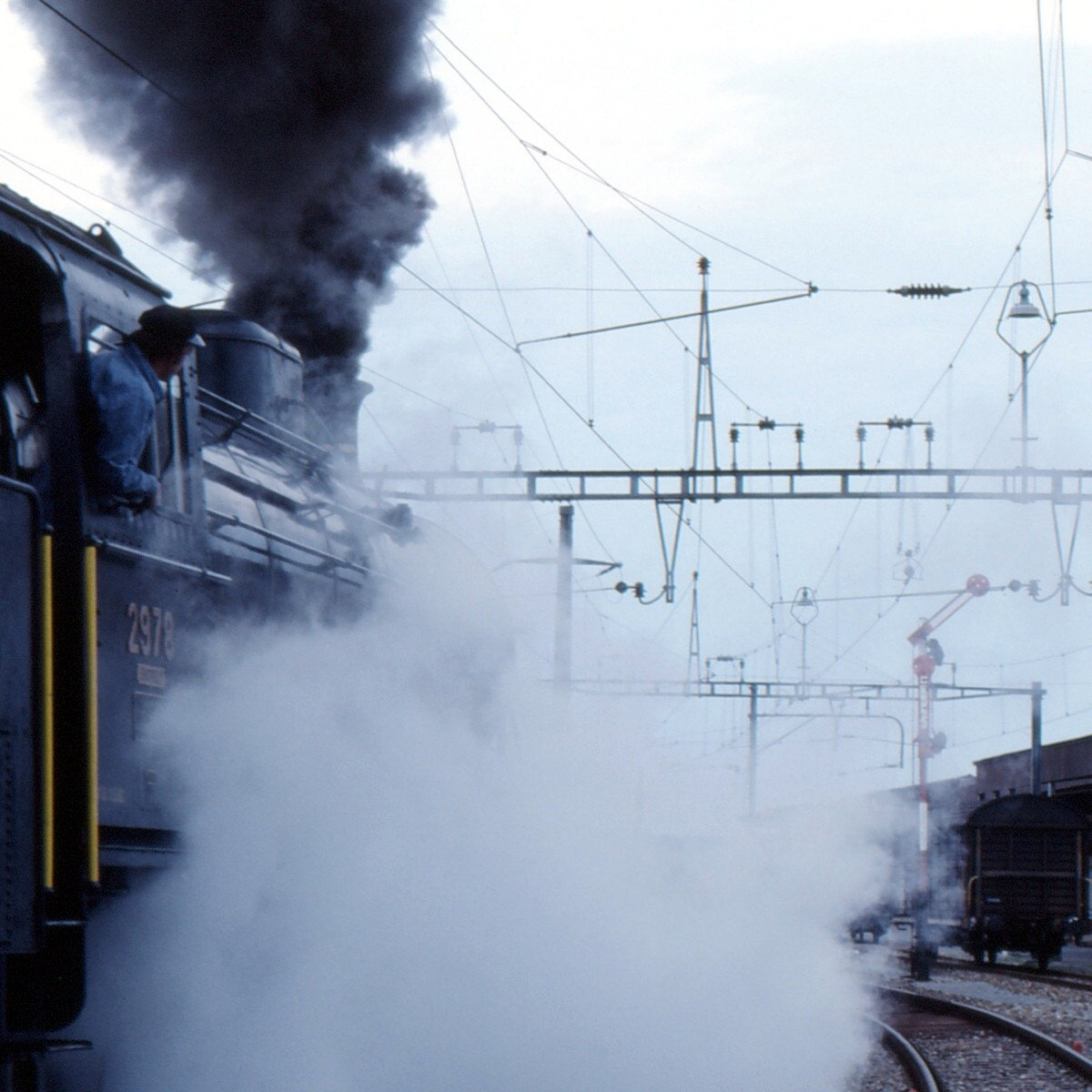
SBB C 5/6 in Thalheim-Altikon, 1983

Im Gesamten sind vier C 5/6 erhalten:
- Die bei Stiftung Historisches Erbe der SBB (SBB Historic) erhalten gebliebene 2978 (TSI-Nummer: 90 85 0002 978-4) wurde 1917 gebaut und war somit die letzte in Betrieb genommene Dampflokomotive der SBB. Sie ist im Bahnpark Brugg[4] stationiert und wird immer wieder für Sonderfahrten eingesetzt, so zum Beispiel 1997 anlässlich des 150-Jahre-Jubiläums der Eisenbahn der Schweiz oder 2017 zusammen mit der Schwestermaschine 2969.
- Die 1915 gebaute 2969 führte den letzten offiziellen Dampfzug der SBB, der am 30. November 1968 in Winterthur endete.[5] Danach war sie bis 1997 als Denkmal vor den Hallen der SLM in Winterthur aufgestellt, bevor die Aufarbeitung durch die Eurovapor in Sulgen begann. Unter Zuhilfenahme der zuvor in Olten aufgestellten Denkmallok 2958 gelang es, die Lok bis zum Herbst 2017 wieder betriebsfähig herzurichten. Die erste grosse Fahrt fand vom 20. Oktober 2017 bis am 22. Oktober zusammen mit der 2978 von SBB Historic statt.[6] Die Route führte über die Gotthardstrecke; die Nordrampe wurde mit den beiden C 5/6 an der Zugspitze und der B 3/4 1367 als Nachschiebelokomotive erklommen.[7] Bei der Talfahrt auf der Südrampe wurde die 2969 jedoch wegen eines heissgelaufenen Triebstangenlagers schadhaft und musste ausgereiht werden.[8] Am 25. November 2017 fand dann die offizielle Einweihungsfahrt statt, wobei die Lokomotive auf den Namen Alfred Escher getauft wurde. Das Namensschild ist am Führerstand angebracht.[9]
- Die nicht betriebsfähige C 5/6 2965 (90 85 0002 965-1, ehemalige Denkmallok in Erstfeld) ist im Verkehrshaus der Schweiz in Luzern ausgestellt.
- Ebenfalls erhalten ist die C 5/6 2958 (ehemalige Denkmallok in Olten), die im Locorama in Romanshorn ausgestellt ist.[10]

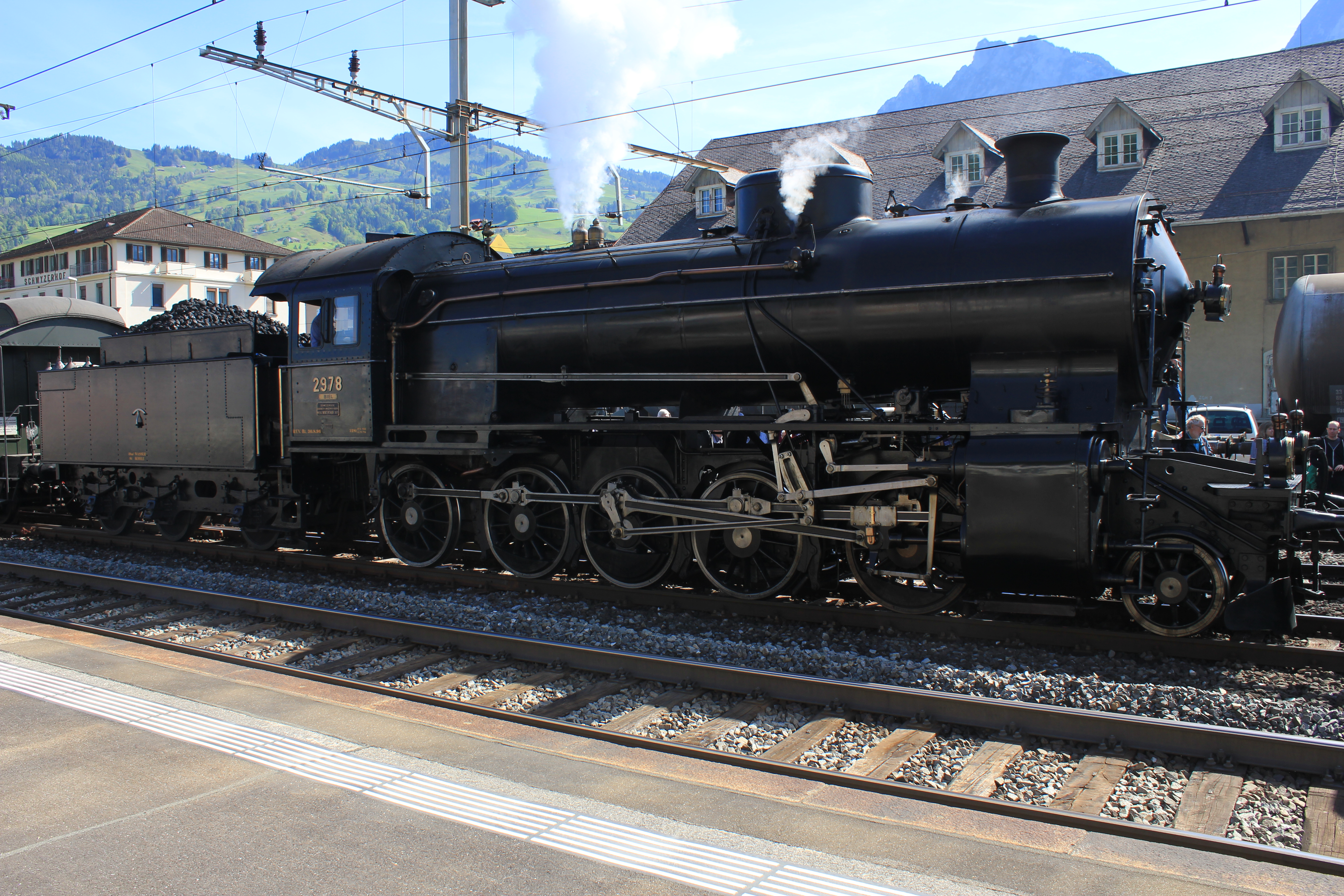
Lok 2978 auf einer Sonderfahrt im Bahnhof Schwyz.
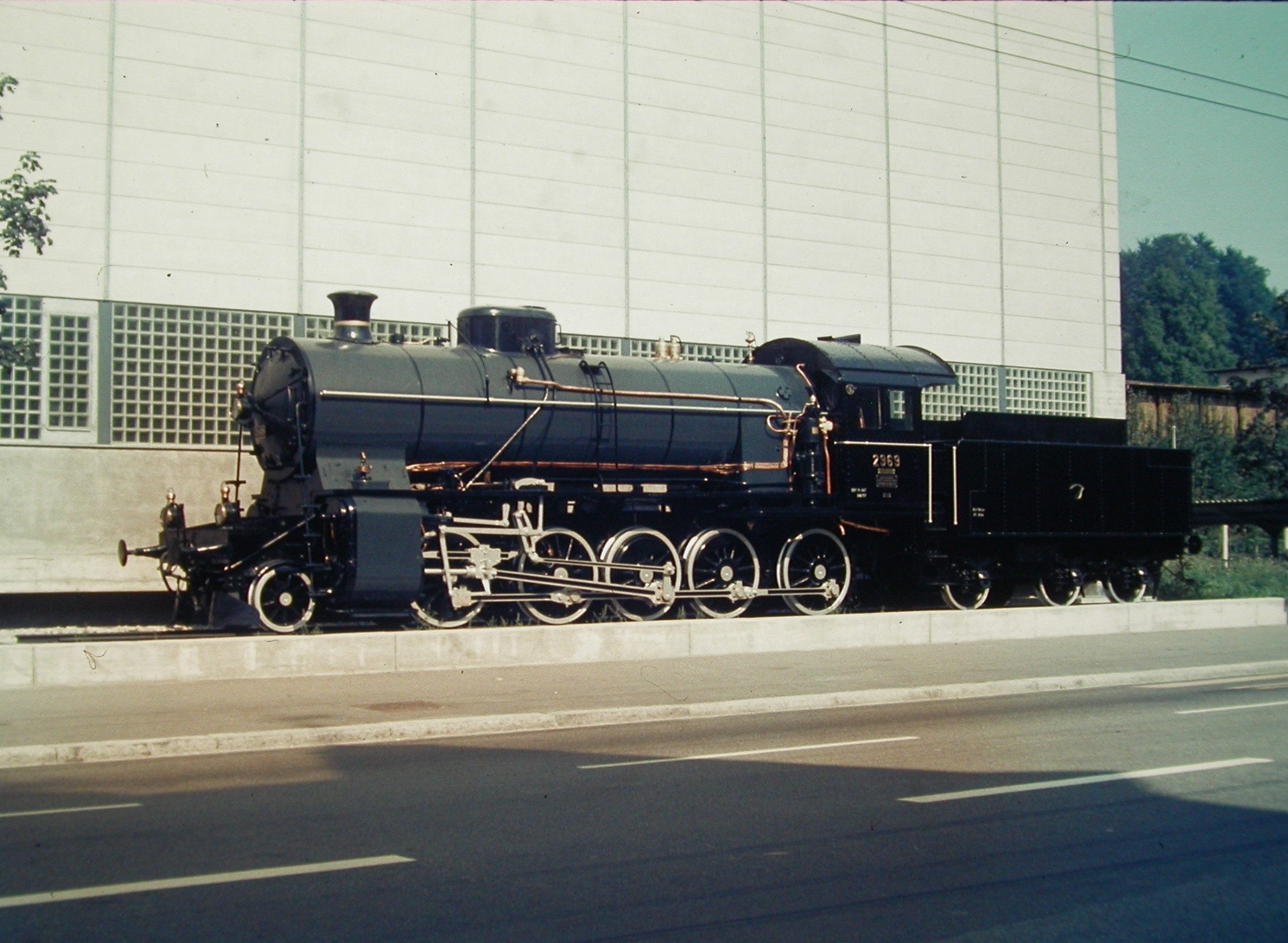
C 5/6 2969 als Denkmallok vor den SLM-Hallen
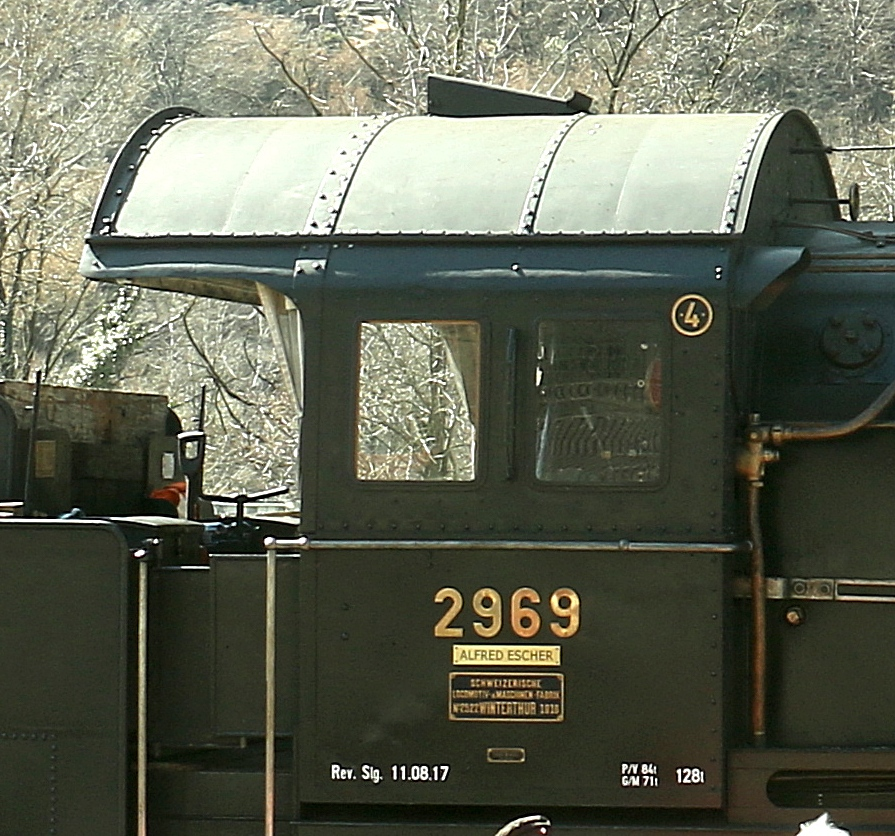
Führerhaus mit Namensschild Alfred Escher
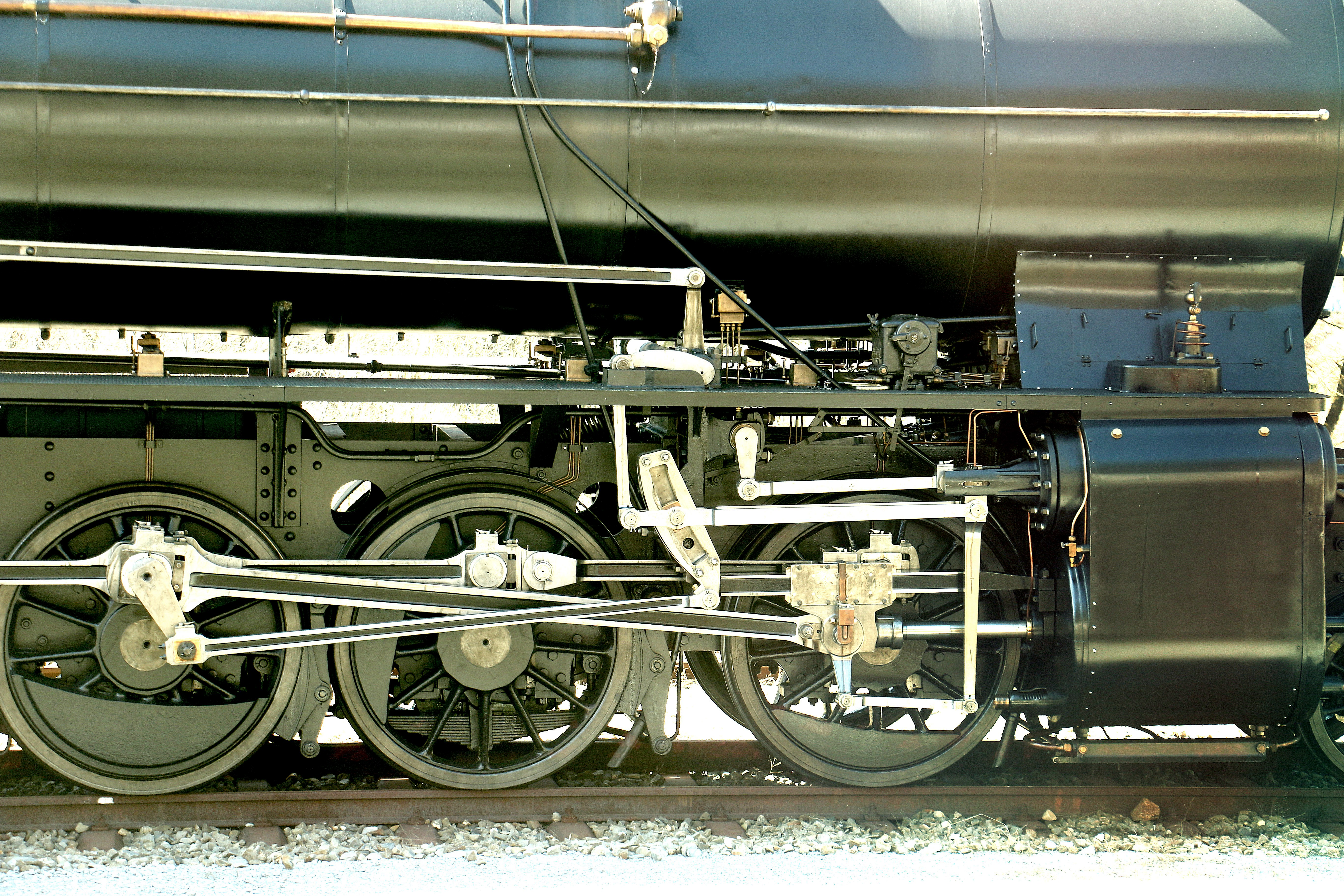
Details des Triebwerks

## Filmografie
- Susanne Mayer-Hagmann: Mit dem Zug durch die Schweiz, gesendet u. a. am 3. Juli 2008 auf Arte[11][12]
- dieselbe: Ein Schweizer Wintermärchen – Mit Bubikopf & Elefant (Teil 2)[13]
- Wie ein Student die grösste Dampflok der Schweiz in Fahrt bringt. Web-Video der Neuen Zürcher Zeitung, 5. Juni 2017